# Estreito de Gerlache

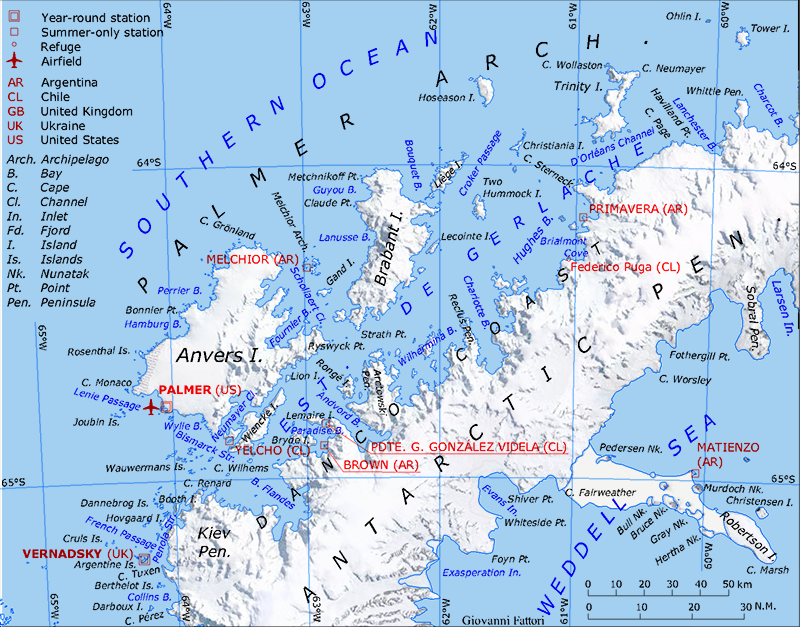

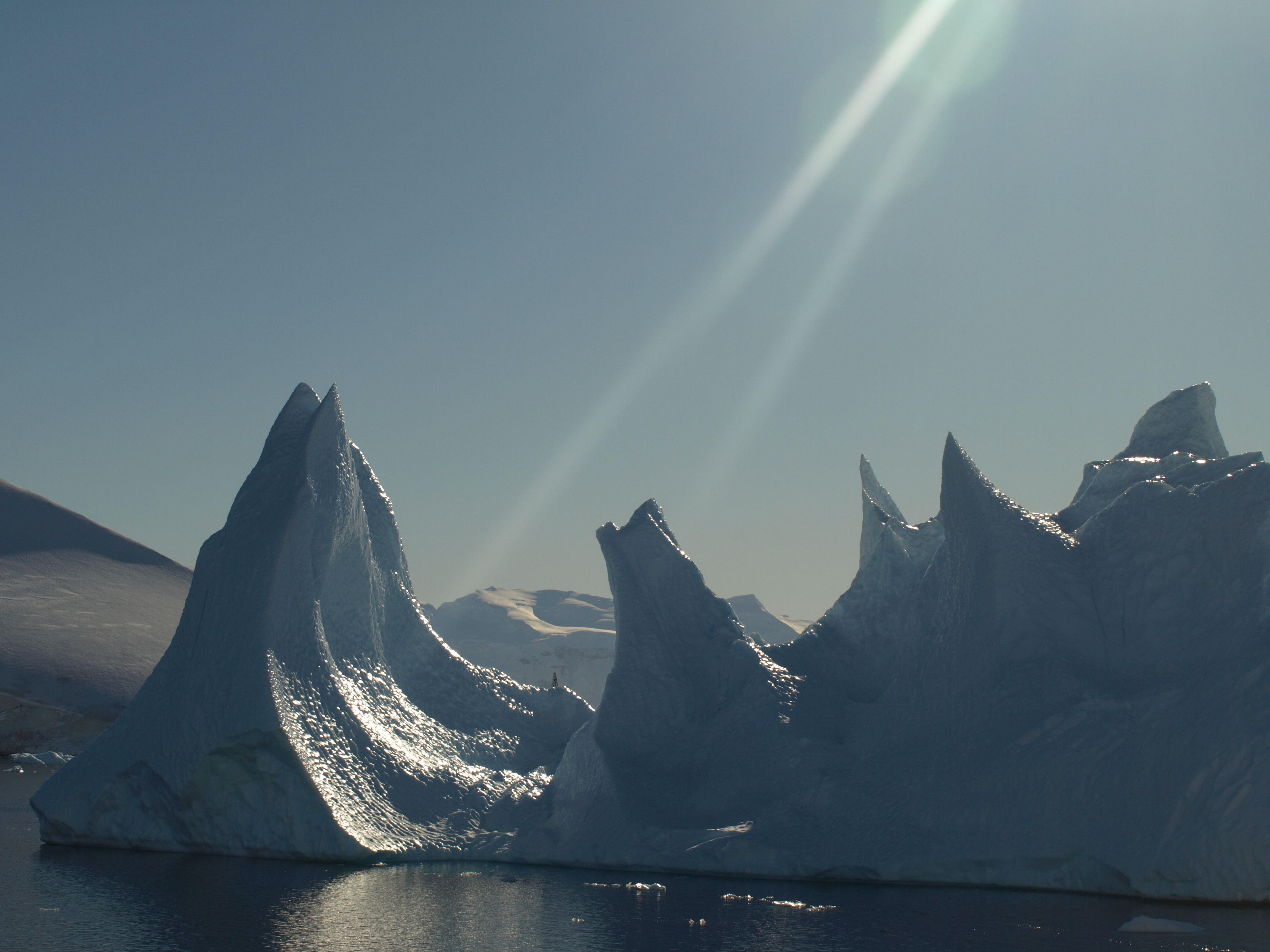
Iceberg no Estreito de Gerlache.

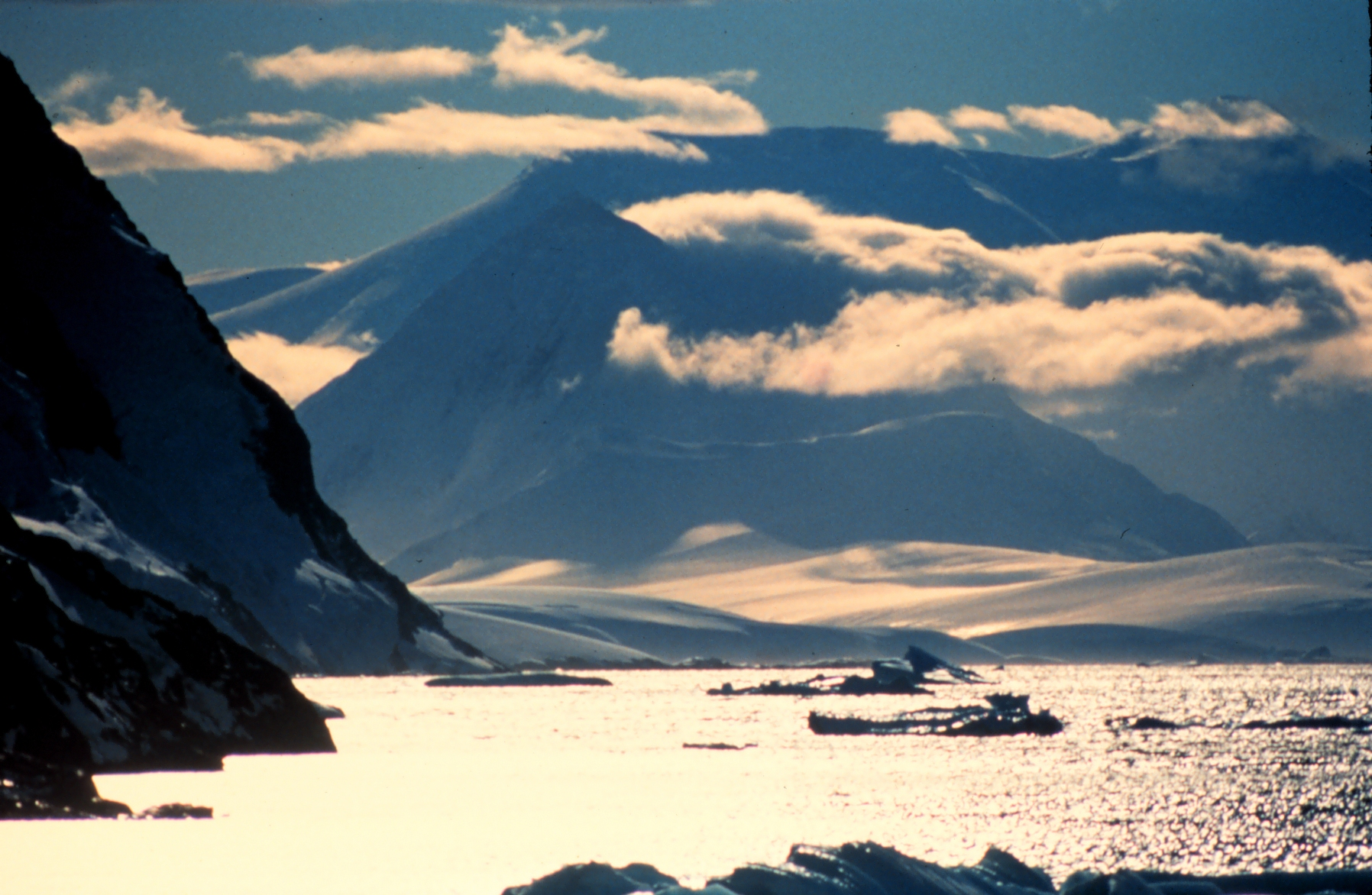
Estreito de Gerlache.

Estreito de Gerlache é um passagem marítima que separa o Arquipélago Palmer da Península Antártica, que anteriormente também recebia o nome de "Península de Palmer".
O nome do acidente geográfico é uma homenagem a Adrien Victor Joseph de Gerlache de Gomery (1866 - 1934) oficial da Marine Royale da Bélgica, que liderou a Expedição Antártica Belga em (1897-1899). O estreito foi explorado em janeiro e fevereiro de 1898. Originalmente, o estreito foi nomeado "Détroit de la Belgica", em homenagem ao navio Belgica em que a expedição foi navegada. Mais tarde, o nome do estreito foi trocado para homenagear o capitão em si.